# Cserna Antal
Cserna Antal (Budapest, 1963. március 21. –) magyar színész, rendező. Felesége: Szalay Krisztina színművésznő.

## Életpályája
Édesanyja könyvelő, édesapja, akitől színészi képességeit eredetezteti, bár lakatos-fűtésszerelő, de e mellett egy nagyon művelt ember volt. Sokat kapott a biztos családi háttérből. Volt elsőáldozó és bérmált is, ami a Kádár-korszakban nem volt megszokott. Eleinte még autószerelő vagy mérnök akart lenni.
A pesterzsébeti Vörösmarty Mihály Általános Iskolába járt, ahol az iskolarádió stúdiósa volt. Itt figyelt fel rá az iskola igazgatója, aki elkezdte a színművészet felé terelni. Iskolai rendezvényeken szerepelt, verseket mondott. A gimnázium (Kölcsey Ferenc Gimnázium) alatt Kárpáti Kamil és Lőkös Margit Gorgó nevű színjátszókörébe járt, majd felvételizett a Színház- és Filmművészeti Főiskolára. Szakdolgozatát Somlay Artúr címmel írta. 1987-ben végzett Horvai István és Kapás Dezső osztályában, majd a Vígszínházhoz szerződött, ahol főiskolás éveivel együtt összesen tizenegy évig játszott. 1990-től a Komedi Franc Ez Társulat, 1994-től a PÁB Színház tagja volt. 1995 óta szabadfoglalkozású színművész.
1998-tól a P-ART Színház, 1999 és 2003 között a Szegedi Nemzeti Színház előadásaiban játszott. 2003 óta szerepelt a Thália Színházban valamint a Magyar Színházban, de volt már  vendégművész a Békéscsabai Jókai Színház, a nyíregyházi Móricz Zsigmond Színház, az Átrium Film-Színház, a Katona József Színház és a Centrál Színház színpadain is.

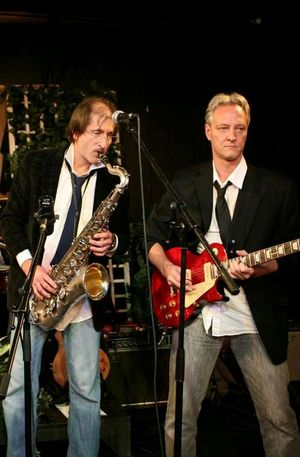
Fillár Istvánnal a Harmadik Figyelmeztetés színészzenekarban Korniss Péter fotóján (2009)

Játszott több filmben és sorozatban is, így szerepelt a Liza, a rókatündérben, a Pasik!-ban és a Kisváros, a Jóban Rosszban, a Meselánc, a Tűzvonalban tévésorozatokban, illetve időnként felbukkan reklámokban is.
Feleségét, Szalai Krisztinát a főiskolán ismerte meg. Három gyermekük született: Krisztina (1989), Lili (1993) és Kristóf (2002). Felesége Lélekre vetkőzve címmel könyvet írt együtt eltöltött évtizedeikről. Cserna Antal rendezésében került bemutatásra Szalay Krisztina 2005-ben megírt „És a nyolcadik napon…” című színdarabja a Thália Színházban, mely főszerepét egy – valóban – Down-szindrómás kisfiú játszotta. A történetet második gyermekük inspirálta, aki egy orvosi műhiba miatt elszenvedett neurológiai rendellenességéből óriási munka és küzdelem árán mégis teljesen meggyógyult. Nagyon fontos számukra, hogy amit csak tudnak és megtapasztaltak, a lehető legtöbb formában át tudják adni az embereknek. Együtt hozták létre az iskolai konfliktusokról szóló GRAMP (Groups And Many People (together)) című zenés mesejátékot is, ami Gáspár András rendezésében került bemutatásra 2010-ben.
Életében meghatározó a zene is. A gimnáziumban is volt egy zenekara és a főiskolán is zenélt. 2009 óta alapító tagja a Harmadik Figyelmeztetés színészzenekarnak, ahol énekel, gitározik és szaxofonozik is. Önmagát "hangszerpiszkálósként" definiálja.

## Színpadi szerepei

### Ódry Színpad
- Schwartz-Greene-Tebelak: Godspell....Júdás
- Hašek-Kapás: Svejk....Katz
- Dosztojevszkij: A Karamazov testvérek....Szmerdjakov

### Vígszínház
- Sütő András: Álomkommandó....II. Sonderes
- Bertolt Brecht-Kurt Weill: Koldusopera....Szomory
- Vargas Llosa: Pantaleón és a hölgyvendégek....Victoria tábornok
- Presser-Horváth-Sztevanovity: A padlás....Herceg,[13] meglökő szellem[14]
- Dosztojevszkij: Ördögök....Ljasin
- Zerkovitz Béla: Csókos asszony....Beleznai Miklós báró
- Tennessee Williams: A vágy villamosa....Pablo Gonzales
- Eisemann Mihály: Fekete Péter....Gaston Auriel
- William Shakespeare: Harmadik Richárd....Sir Richard Ratcliff
- Schnitzler: A Bernhardi-ügy....Dr. Wenger
- Leonard Bernstein: West Side Story....Snowboy
- Kleist: A heilbronni Katica, avagy a tűzpróba....Gottschalk

#### Pesti Színház
- Simon Tamás: Don Juan....Rodrigo
- Mrożek: Rendőrség....Fogoly
- Shakespreare: Ahogy tetszik....Silvius
- Orton: Amit a lakáj látott....Match őrmester
- Rigby-Kapás: A domb....Harris
- Kárpáti: Országalma....Jakab

### Új Idő Színház
- Csukás István: Ágacska....Berci béka

### „Páb  Színház”
- Bohumil Hrabal, Lengyel  Ferenc, Lovass Ágnes: Táncórák idősebbeknek....zenész[15]
- Martina Formanova: Illatos fehérneműk hajtogatója....zenész[16][17]

### Komédi Franc Ez?
- Goldoni: A kávéház (A legyező újra száguld)
- Goldoni: A legyező

### Szegedi Nemzeti Színház
- Arthur Miller: A salemi boszorkányok....Danforth
- Csáth Géza: A Janika....Boér Kálmán
- Hevesi Sándor-Timár Péter: Indul a bakterház....Piócás

### Magyar Színház
- Niklas Radström: Búcsúkvartett....Jack, brácsa
- Molière: Tudós nők....Trissotin
- Thorton Wilder: Szent Lajos király hídja....Kapitány
- Cole Porter: Mi jöhet még?!....Tejbetök Martin
- Shakespeare: A windsori víg nők....Keszeg, az unokaöcs
- Rejtő Jenő - Schwajda György: A néma revolverek városa....13. Pác Tivald
- Edmond Rostand, Ábrányi Emil: Cyrano de Bergerac....Cyrano
- Karinthy Frigyes, Laboda Kornél: Utazás a koponyám körül....K; Frederico; Rajongovszky; Hjalmár

### Békés Megyei Jókai Színház
- Dale Wasserman, Miguel de Cervantes Saavedra, Blum Tamás: La Mancha lovagja.....Cervantes (Don Quijote)

### Thália Színház
- Daniel Keyes: Az ötödik Sally....Dr. Ash
- Szalay Kriszta: És a nyolcadik napon....Férfi
- Görgey Gábor: Rokokó háború....Lakáj

### Centrál Színház
- László Miklós: Illatszertár.....Sípos úr
- Michael Frayn, Hamvai Kornél: Függöny fel!....Frederick - Philip Brent; Sejk
- Maurine Dallas Watkins, Fred Ebb, Bob Fosse: Chicago....Amos Hart
- Kiss Márton: Broadway felett az ég
- Divinyi Réka: A Játékkészítő (2014)....Animátor; Dzsinn; Vizeliő bíboros
- Henry Lewis, Jonathan Sayer, Henry Shields, Baráthy György: Ma este megbukunk
- William Shakespeare, Puskás Tamás, Szász Móni: Sok hűhó semmiért.....Furkó szomszéd

### Óbudai Társaskör
- Egressy Zoltán: Halál Hotel

### Tesla Budapest Kulturális Központ Teátruma
Rátkai Márton Színházi Műhely
- Elfriede Jelinek, Halasi Zoltán: Rohonc, avagy az öldöklő angyal[18]

### Pécsi Nemzeti Színház
- Jensen Anders Thomas-Kovács Krisztina: Ádám almái (Iván)

## Rendezései
- Daniel Keyes: Az 5. Sally (Ivancsics Ilona és Színtársai, 1998.)
- Szalay Krisztina: És a 8. napon (Thália Színház, 2005.)

Társrendező:
- Carlo Goldoni: A legyező (Óbudai Társaskör/Komédi franc ez?, 1991.)

## Filmjei

### Játékfilmek
| - Egy kicsit én, egy kicsit te (1985) - A halálraítélt (1989) - Roncsfilm (1992) - Nyomkereső (1993) - Mesmer (1994-angol-német-osztrák film) - Esti Kornél csodálatos utazása (1995) - Csajok (1995) - Sztracsatella (1996) - Haggyállógva Vászja (1996) - Franciska vasárnapjai (1997) - Balekok és banditák (1997) - Gyilkos kedv (1997) | - Glamour (2000) - Három (2000) - Hamvadó cigarettavég (2001) - Sobri (2002) - Csudafilm (2005) - Szőke kóla (2005) - Sorstalanság (2005) - Tibor vagyok, de hódítani akarok (2006) - Majdnem szűz (2008) - Valami Amerika 2. (2008) - Made in Hungária (2009) - Liza, a rókatündér (2015) - Anyám és más futóbolondok a családból (2015) - Gondolj rám (2016) - Semmelweis (2023) |

### Tévéfilmek
| - A hókirálynő bálja (1988) - Szomszédok (1991) - Glóbusz 1-5. (1993) - Meselánc (1993) - Kisváros (1994-2001) - Szelídek (1996) - Milleniumi mesék (2000) - Karácsonyi varázslat (2000) - Családi album (2000-2001) - Kérnék egy kocsit (2001-2002) - Na végre, itt a nyár! (2002) - Tea (2003) - Pasik! (2000-2003) | - Jóban Rosszban (2005-2006) - Tűzvonalban (2007) Móricz László főhadnagy - Szurokemberek királyfi (2007) - És a nyolcadik napon(2009) - Sweet Sixteen, a hazudós (2010) - Hacktion: Újratöltve (2012) - Munkaügyek (2012, 2014) - Kossuthkifli (2015) - A mi kis falunk (2017–) - Tóth János (2018–2019) - A színésznő (2018) - A merénylet (2018) - A tanár (2019–2020) - ízig-vérig (2019) - A helység kalapácsa (2023) |

### Szinkronszerepei
- Vaskereszt - Kiesel százados (David Warner) (1977)
- A piszkos tizenkettő - A második küldetés - további magyar hang (1985)
- Extralarge I. - Jo-jo Brut (Andrew Stevens)
- New York-i zsaru - további magyar hang (1992)
- Babe - Ferdinánd, a kacsa (hangja) (Danny Mann) (1995)
- Babe 2 - Kismalac a nagyvárosban - Ferdinánd, a kacsa (hangja) (Danny Mann) (1998)
- Gosford Park - Barnes (Adrian Scarborough) (2001)
- A csendes amerikai - Mr. Muoi (Ferdinand Hoang) (2002)

## Díjai, elismerései
- XIII. Országos Színházi Találkozó (Zalaegerszeg)[21] - legjobb férfi epizódalakítás díja (A heilbronni Katica, 1994)
- Fővárosi Önkormányzat legjobb férfi alakítás díja (1995)
- 27. Magyar Filmszemle - legjobb férfi alakítás díja (Csajok, 1996)[22]
- Főnix díj (2006)
- Vidéki Színházak Fesztiválja (Thália Színház) - legjobb férfi alakítás (a Pécsi Nemzeti Színház Ádám almái című produkciójában való játékáért, 2017)[23]
- Iglódi István-emlékgyűrű (2022)